# NGC 7051
NGC 7051 ist eine Spiralgalaxie mit ausgedehnten Sternentstehungsgebieten vom Hubble-Typ Sa im Sternbild Aquarius auf der Ekliptik. Sie ist schätzungsweise 118 Millionen Lichtjahre von der Milchstraße entfernt und hat einen Durchmesser von etwa 50.000 Lichtjahren.
Die Typ-II-Supernova SN 2002dq wurde hier beobachtet.
Das Objekt wurde am 30. Juli 1827 von John Herschel entdeckt.